# Прямий шліц

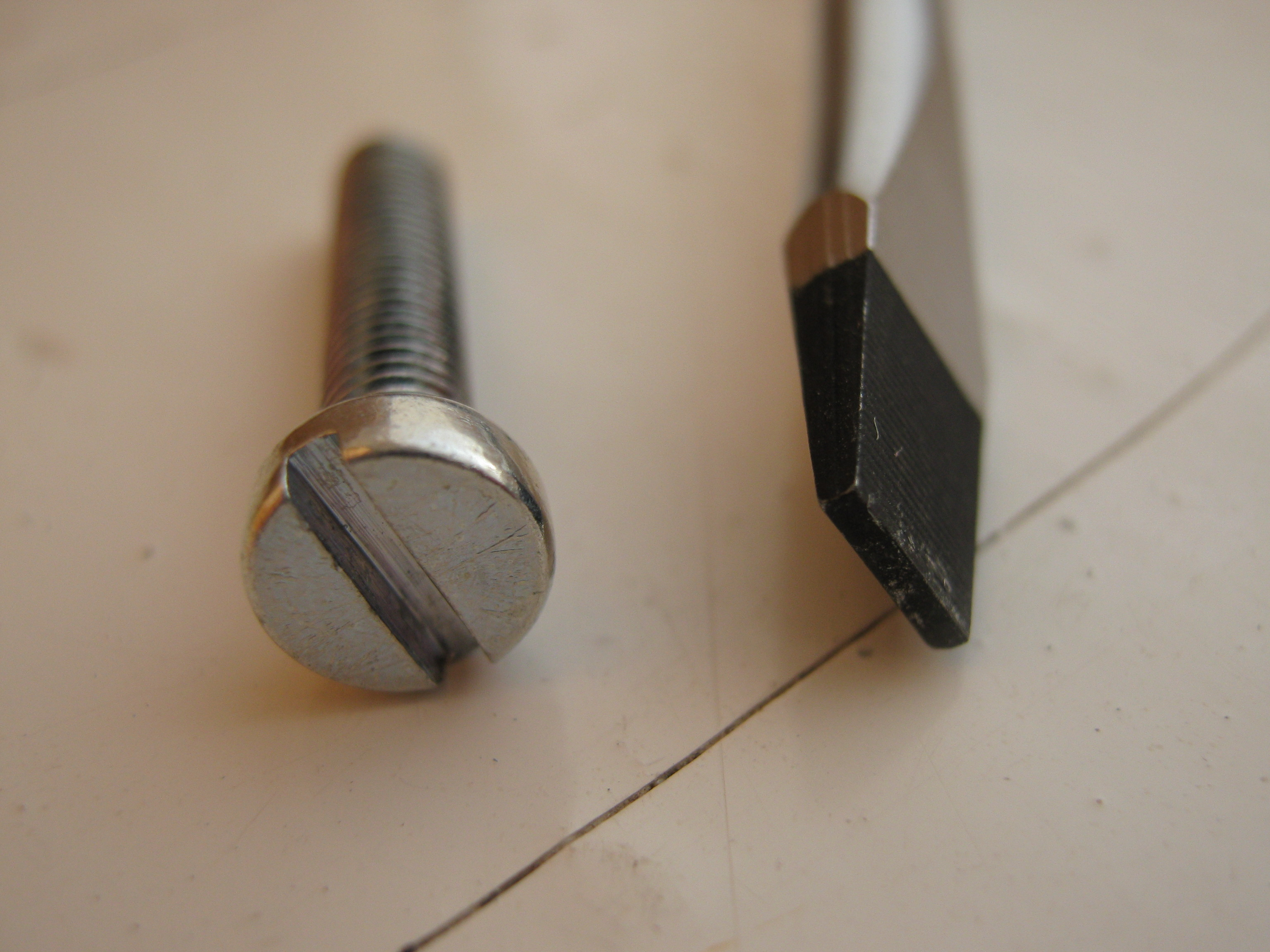

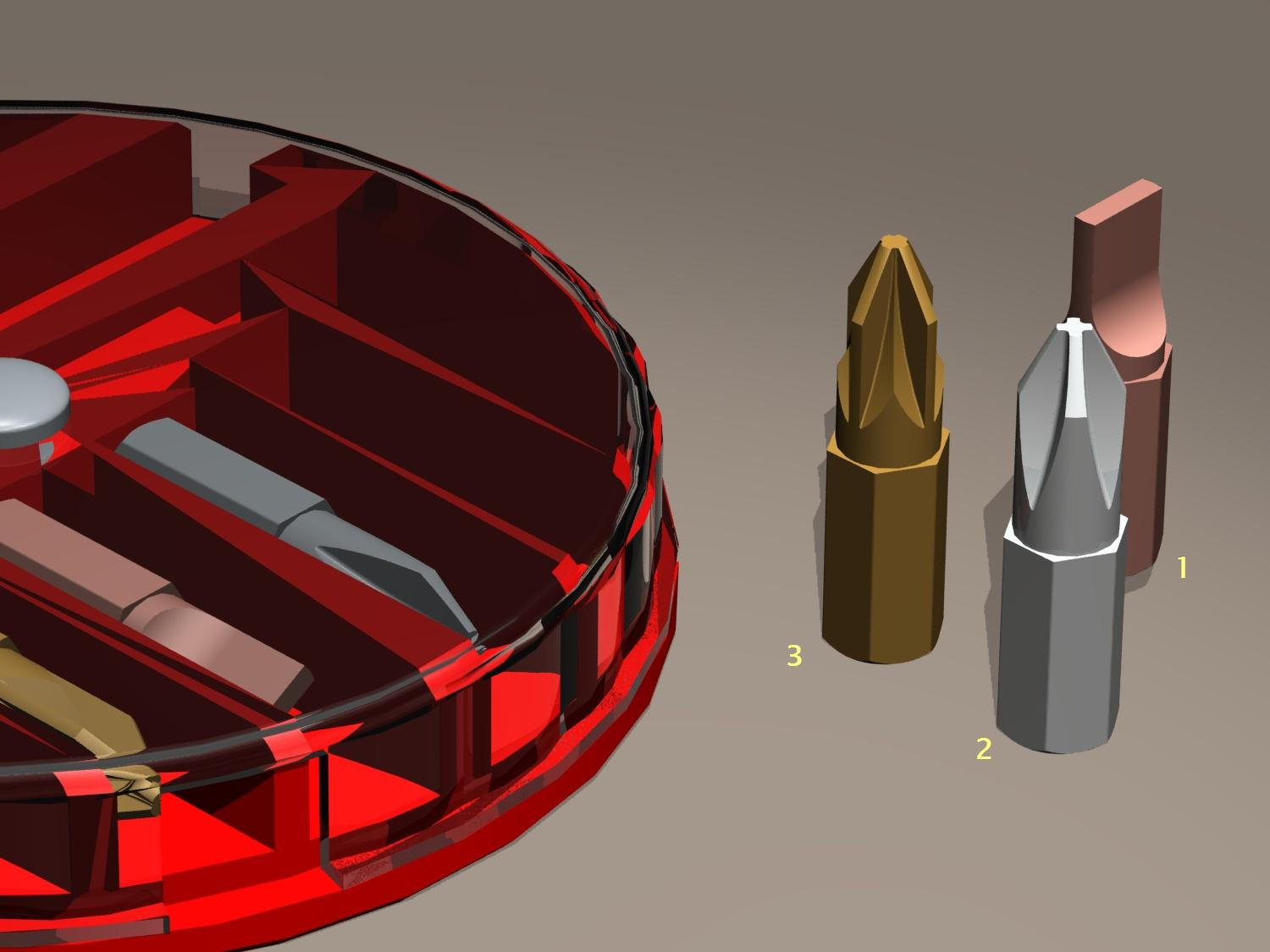
Набір біт: 1 — Прямий шліц, 2 — Філліпс, 3 — Позідрів

Прямий шліц — історично перший і найпростіший вид шліца різьбових кріпильних виробів. Являє собою прямий паз, що проходить через центр головки кріпильного виробу. Розмовна назва викрутки під прямий шліц — пласка викрутка. Робочий кінець викрутки являє собою клиноподібну платівку.

## Маркування
Прямошліцеві викрутки маркуються як SL (від англ. SLot — шліц) із зазначенням ширини і (не завжди) товщини леза в міліметрах.
| Ширина, мм  | 2   | 2   | 2,5 | 3   | 3,5 | 3,5 | 4   | 4   | 4,5 | 4,5 | 5   | 5,5 | 5,5 | 6,0 | 6,0 | 6,5 | 6,5 |
| Товщина, мм | 0,3 | 0,4 | 0,4 | 0,5 | 0,5 | 0,6 | 0,6 | 0,8 | 0,6 | 0,8 | 0,8 | 0,8 | 1   | 1   | 1,2 | 1   | 1,2 |

| Ширина, мм  | 7 | 7   | 8   | 8   | 9   | 9   | 10  | 12 | 13  | 13 | 14  | 16  | 18 |
| Товщина, мм | 1 | 1,2 | 1,2 | 1,6 | 1,4 | 1,6 | 1,6 | 2  | 1,5 | 2  | 2,5 | 2,5 | 3  |

## Недоліки
Разом з простотою конструкції прямий шліц має суттєві недоліки:
- основне навантаження відбувається на віддалені від осі частини шліца, а середня частина лишається ненавантаженою;
- невелике відхилення викрутки від осі кріпильного виробу призводить до виходу частини леза викрутки з шліца (проблему було частково подолано розробкою прямого шліца з напівкруглим заглибленням);
- утруднене центрування викрутки відносно шліца:
- на кріпильних виробах з потайною голівкою ширина леза викрутки має бути меншою за довжину шліца.

Означені проблеми були подолані з розробкою хрестоподібного шліца.